# Miera di Falluca
(Goffredo Malaterra)
Miera Falluca, o Falloc o Faloch o Foloch (... – Benevento, dopo il 1088), è stato un nobile normanno dell'XI secolo, conte di Rocca Falluca e Catanzaro.

## Biografia
Miera apparteneva alla famiglia normanna il cui nome originario viene trascritto in vario modo (Faloch, Falloc, Falloch, Falluch, Foloch, ecc.) e italianizzato in «Falluca». Suo padre Ugo rimase sempre fedele a Roberto il Guiscardo il quale gli concesse in feudo un territorio che comprendeva Rocca Falluca e Catanzaro, e probabilmente anche Belcastro e Simeri. 
Alla morte del Guiscardo (1085) scoppiò la lotta per la successione fra il secondogenito Ruggero Borsa, erede designato dal Guiscardo, e il primogenito Boemondo, a cui tuttavia erano stati destinati dal padre i possedimenti nei Balcani. I Falluca in quel periodo erano ancora feudatari di Rocca Falluca, Catanzaro, Belcastro e Simeri. Miera, descritto dal cronista Goffredo Malaterra come un soldato di grande valore sebbene fosse mancino fu dapprima a fianco di Ruggero Borsa. Nel 1087 tuttavia Miera cercò di impossessarsi di Maida; poiché Ruggero Borsa si oppose all'usurpazione, Miera decisa di passare nel campo di Boemondo. Miera pertanto accolse Boemondo a Rocca Falluca, permettendogli di sfuggire a Ruggero Borsa e al conte Ruggero, che era accorso in aiuto di Ruggero Borsa dalla Sicilia, i quali lo credevano a Maida. Ma dopo che Boemondo lasciò Rocca Falluca per Taranto, Miera tentò di riconciliarsi con Ruggero Borsa consegnandogli Maida. 
Poco dopo, tuttavia, Miera si trovò in difficoltà; decise pertanto di abdicare a favore del proprio figlio Adamo nella speranza di poter conservare alla famiglia i domini di Rocca Falluca e di Catanzaro. Nel 1088 Miera vestì l'abito monastico e si ritirò in un convento di Benevento. I possedimenti dei Falluca passarono così a Ruggero di Sicilia e a Rodolfo di Loritello.